# Weihmichl
Weihmichl là một đô thị thuộc huyện Landshut trong bang Bayern nước Đức. Đô thị Weihmichl có diện tích 32,16 km², dân số thời điểm ngày 31 tháng 12 năm 2006 là 2496 người.